# Dragon Ball: The Breakers
Dragon Ball: The Breakers es un videojuego multijugador de supervivencia desarrollado por Dimps y publicado por Bandai Namco Entertainment. Fue lanzado el 14 de octubre de 2022 en PlayStation 4, Xbox One, Nintendo Switch y Microsoft Windows.
Se trata de un videojuego asimétrico de supervivencia en el que un villano (denominado como Raider) debe cazar y eliminar a siete supervivientes. A diferencia de la mayoría de los videojuegos de Dragon Ball, los jugadores que asumen el rol de supervivientes no controlan a Goku ni a ninguno de los Guerreros Z, sino a un grupo de ciudadanos comunes sin superpoderes. A su vez, el jugador que se desempeñe como Raider podrá seleccionar a un villano famoso de la franquicia como Cell, Freezer, Majin Boo o Vegeta

## Jugabilidad
Dragon Ball: The Breakers es un juego multijugador asimétrico que enfrenta a siete supervivientes contra un poderoso villano (Raider). Las partidas se desarrollan en una «Veta temporal», un mundo en que el espacio y el tiempo se mezclan y en el que han sido absorbidos los siete supervivientes, los cuales deben cooperar para escapar usando una súper máquina del tiempo. Los supervivientes son un grupo de ciudadanos comunes sin ningún superpoder, por lo cual se ven obligados a moverse por el mapa escondiéndose y evitando ser detectados por el Raider, un enemigo que busca acabar con todos ellos. Esparcidos alrededor del mapa se encuentran objetos y vehículos que los supervivientes pueden utilizar para evadir y huir momentáneamente de su cazador. Por su parte, mientras la partida avanza el Raider irá incrementado su poder hasta que en un determinado momento logre transformarse en una nueva fase que aumentará sus poderes y habilidades. Cada que vez que el villano logre una transformación tendrá la oportunidad de destruir por completo una zona del mapa, poniendo en más aprietos a los supervivientes.
El juego contará con un modo de personalización de personajes para los supervivientes que permite a los jugadores diseñar sus avatares utilizando apariencias familiares de la franquicia Dragon Ball y equipos decorativos obtenidos con créditos en el juego o mediante compras opcionales.

## Desarrollo
El videojuego fue anunciado oficialmente por Bandai Namco el 16 de noviembre de 2021. Tras el anuncio, algunos medios no tardaron en remarcar las similitudes que The Breakers mantenía con otros videojuegos asimétricos como Dead by Daylight, Evolve y Friday the 13th: The Game.